# Walulis sieht fern
Walulis sieht fern war eine Satire-Sendung, die auf den deutschen Sendern Tele 5 und EinsPlus ausgestrahlt wurde. Die Sendung legt parodistisch die Hintergründe und Funktionsweisen von Fernsehsendungen dar. Konzipiert und moderiert wurde die Sendung vom Namensgeber der Sendung, Philipp Walulis. Das Motto der Sendung lautet „Fernsehen macht blöd, aber auch unglaublich viel Spaß!“. Die Ausstrahlung der Sendung im Fernsehen wurde am 1. Oktober 2016 aufgrund der Einstellung des Senders EinsPlus beendet; auf YouTube läuft die Sendung mit dem Titel WALULIS jedoch in abgeänderter Form weiter.

## Konzept
Das Konzept der Sendung ist an die BBC-Four-Sendung Charlie Brooker’s Screenwipe angelehnt (worauf in einer Folge selbstironisch Bezug genommen wird). Ähnlich wie bei Switch Reloaded und Kalkofes Mattscheibe werden bei Walulis sieht fern Fernsehsendungen und -shows parodiert.
Die Darsteller durchbrechen oft die Vierte Wand, um dem Zuschauer einen Blick hinter die Kulissen des Fernsehens zu geben. Dabei wird oft der Blick auf Hintergrundinformationen wie Produktions- und Scriptingmodalitäten gelenkt, was bei anderen Parodieformaten meist nicht der Fall ist: So wird (als typisches Beispiel) in einer Folge ein Fernsehkochdarsteller derart gefilmt, dass er sich in seiner engen Küche kaum bewegen konnte, da ihm das ebenfalls entgegen der Konvention mitgefilmte Tonteam ständig im Wege steht, worüber er sich zudem wiederum gegenüber dem Publikum beschwert. Zwischen den einzelnen Parodien agiert Walulis als Moderator auf einer Couch, kommentiert mit trockenem Humor verschiedene TV-Formate und gibt Einblicke in deren Entwicklungsgeschichte.
Walulis sieht fern nimmt die gängigen Muster der deutschen Informations- und Unterhaltungssendungen ins Visier. Die parodistischen Interpretationen widmen sich der Scripted Reality im Stil von Bauer sucht Frau ebenso wie auch klassischen Nachrichtensendungen oder etwa dem ARD-Tatort.

## Sendedaten
Die erste Staffel von Walulis sieht fern wurde im Dezember 2011 auf dem Privatsender TELE 5 ausgestrahlt.
Der Digitalsender EinsPlus strahlte die Sendung vom 9. Mai 2012 bis zum 12. September 2012 in einer verlängerten Version aus. Die zweite Staffel mit 6 Folgen wurde vom 26. September 2012 bis zum 5. Dezember 2012 jeden zweiten Mittwoch um 20:15 Uhr auf EinsPlus ausgestrahlt. Zusätzlich ist die Sendung seit März 2013 mit Einzelclips in der Satiresendung Extra 3 zu sehen. Die dritte Staffel war vom 17. September 2013 bis zum 26. November 2013 auf EinsPlus zu sehen. Alle Folgen wurden 2014 zu verschiedenen Zeiten von EinsPlus wiederholt. Die vierte Staffel wurde ab dem 16. September 2014, wöchentlich dienstags um 20:15 Uhr auf EinsPlus ausgestrahlt.
Mit der Einstellung des Sendebetriebs von EinsPlus zum 1. Oktober 2016 gab Philipp Walulis in einem YouTube-Clip auch das Ende der Sendung in ihrer herkömmlichen Form bekannt.

## Neues Konzept
Zwischen Dezember 2016 und Januar 2017 wurde mithilfe der Zuschauer die Sendung als YouTube-Sendung ausgearbeitet. Unter dem Motto Make the Internet Great again erarbeitete er zusammen mit seinen Abonnenten und ihren Tipps ein neues Konzept, welches unter dem Titel WALULIS seit 2017 wöchentlich erscheint und sich kritisch mit Medien auseinandersetzt.

## Episoden
Insgesamt wurden vier Staffeln der Sendung produziert. Außerdem wurde am 4. Juli 2012 ein Best-Of ausgestrahlt.

### Staffel 1
| Nr. ges. | Nr. | Erstausstrahlung  | Titel                                                                       | parodierte Sendungen                                                           |
| -------- | --- | ----------------- | --------------------------------------------------------------------------- | ------------------------------------------------------------------------------ |
| 1        | 1   | 8. Dezember 2011  | Dokusoaps im Fernsehen – Von Bauern bis Ordnungswächtern                    | Krimis des öffentlich-rechtlichen Fernsehens Kontroll-Soaps                    |
| 2        | 2   | 15. Dezember 2011 | Laien, Promis, Explosionen: Kochen im Fernsehen                             | Restaurantrettungs-Sendungen Dinner-Sendungen Klatschsendungen                 |
| 3        | 3   | 22. Dezember 2011 | Dein Fernseher lügt – von Astroshows, Volksmusik und anderen Peinlichkeiten | Volksmusiksendungen (siehe Veröffentlichungen) Shoppingsendungen Quizsendungen |
| 4        | 4   | 29. Dezember 2011 | Die unendliche Suche – Warum Castingshows so erfolgreich sind               | Castingshows Rankingshows Dinner for One                                       |

### Staffel 2
| Nr. ges. | Nr. | Erstausstrahlung   | Titel                  | parodierte Sendungen |
| -------- | --- | ------------------ | ---------------------- | --- |
| 5        | 1   | 26. September 2012 | Heile Fernsehwelt      | Rosamunde Pilcher Daily-Soaps und Telenovelas Promi-Magazine Esoterik-Teleshopping                                                                       |
| 6        | 2   | 10. Oktober 2012   | Krawall im Fernsehen   | Talkshows mit Laiendarstellern Gerichtsshows Polit-Talkshows Interview-Talkshows Social-Media-Auftritte der öffentlich-rechtlichen Sender Helfer-Soaps   |
| 7        | 3   | 24. Oktober 2012   | Echt oder Drehbuch?    | Ermittler-Soaps Familien-Soaps Reality-Soaps Daily-Reality-Soaps Helfer-Soap                                                                             |
| 8        | 4   | 7. November 2012   | D wie D-Promis         | Dschungelcamp Kuppelshows Promi-Doku-Soaps |
| 9        | 5   | 21. November 2012  | Hart recherchiert      | Geschichtsdokumentationen Werbebeiträge Quiz-Taxi Straßenumfragen Reportagemagazine Doku-Magazine Auswander-Dokus                                        |
| 10       | 6   | 5. Dezember 2012   | Lachen mit den Dritten | Werbung Product Placement öffentlich-rechtliches Fernsehen, insbesondere MDR und Karnevalssendungen 1:1-Kopien von Fernsehformaten Boybands Hotel-Checks |

### Staffel 3
| Nr. ges. | Nr. | Erstausstrahlung   | Titel                                                     | parodierte Sendungen                                                                 |
| -------- | --- | ------------------ | --------------------------------------------------------- | ------------------------------------------------------------------------------------ |
| 11       | 1   | 17. September 2013 | Sport, Nerds und Frühstückswahnsinn                       | Schönheits-Sendungen Sportsendungen Frühstücksfernsehen                              |
| 12       | 2   | 1. Oktober 2013    | Sitcoms, YouTube und Studentenfernsehen                   | Sitcoms Aktenzeichen XY … ungelöst ZDF bzw. junges Programm YouTube-Stars            |
| 13       | 3   | 15. Oktober 2013   | Automagazine, Nachrichten und Teenie-Überwachung          | Grip – das Motormagazin                                                              |
| 14       | 4   | 29. Oktober 2013   | Late-Night-, Quizshows und der Weltuntergang              |                                                                                      |
| 15       | 5   | 12. November 2013  | Kinderfernsehen, Stefan Raab und Survival-Shows           | Willi wills wissen                                                                   |
| 16       | 6   | 26. November 2013  | Musikfernsehen, Volksmusik und die verrückte Welt von VOX | mieten, kaufen, wohnen Shopping Queen weitere Sendungen bei VOX VIVA-Programminhalte |

### Staffel 4
| Nr. ges. | Nr. | Erstausstrahlung   | Titel                                                                  | parodierte Sendungen                                             |
| -------- | --- | ------------------ | ---------------------------------------------------------------------- | ---------------------------------------------------------------- |
| 17       | 1   | 16. September 2014 | Joko & Klaas, Kochsendungen und Game of Thrones                        | Circus HalliGalli Kochsendungen Game of Thrones                  |
| 18       | 2   | 30. September 2014 | Romantic Comedies, Kabarett und die Probleme eines TV-Schuldenberaters | Sat. 1 Filme Kabarett Raus aus den Schulden                      |
| 19       | 3   | 14. Oktober 2014   | Polizeireportage, Gameshows und die seichte Welt des Wissens-TV        | Autobahnreportagen Gameshows Planet Wissen Leschs Kosmos Galileo |
| 20       | 4   | 4. November 2014   | Vorabend-Serien, Spartensender und Herz-Schmerz-Vermissten-Dokus       | Vermisst Vorabend-Krimi Beiträge auf Spartensender               |

Besetzung
In der Sendung traten verschiedene Darsteller auf, um Fernsehformate zu parodieren. Darunter waren: Philipp Walulis, Marion Eva Krawitz, Marion Uschold, Sabrina Gander, Amelie Binter, Chris Mancin, Tobias Klose, Bernhard Goodwin, Samira El Ouassil, Sandra Seefried, Arne Hörmann, Alexander Stephens, Franziska Paskuda, Christina Wolf und Gregor Franke.
Extra 3
Seit dem 27. Februar 2013 existiert auch bei der NDR-Satiresendung Extra 3 die Rubrik „Walulis sieht fern“.
Folgende Clips wurden vorab exklusiv in Extra 3 behandelt:
- Die typische Freitagabendtalkshow (27. Februar 2013)
- Nachmittags-Shows (3. April 2013)
- Das typische Politmagazin (15. Mai 2013)
- Landstuss TV (12. Juni 2013)
- Eine typische Fußballsendung (14. August 2013)
- Eine typische Wahlsendung (18. September 2013)
- Das typische Satiremagazin (13. Februar 2014)
- Aktien vor Acht (21. Mai 2014)
- Die typische Wettersendung (4. Juni 2014)
- Royale Berichterstattung (6. Mai 2015)

Weitere gezeigte Clips:
- Der typische Tatort in 123 Sekunden (6. März 2013)
- Die dümmsten Ranking-Shows aller Zeiten (4. September 2013)

Gastauftritte
Immer wieder traten prominente Personen aus dem Ressort Fernsehen auf. Diese waren:
| Staffel | Folge    | Person                   | Rolle                                                                | Wahre Tätigkeit                 |
| ------- | -------- | ------------------------ | -------------------------------------------------------------------- | ------------------------------- |
| 1       | 4        | Alessandro Romio         | Marco Nomsenhövel, Moderator der dümmsten Ranking-Shows aller Zeiten | TV- und Radiomoderator          |
| 2       | 1        | Markus Othmer            | „Irgendso ein Sportmoderator“ im Promi-Magazin                       | Fernsehmoderator (Sport)        |
| 2       | 4        | Markus Othmer            | Flirtpartner der Freundin von Philipp in der Promi-Soap              | Fernsehmoderator (Sport)        |
| 3       | 4        | Norbert Gastell (Stimme) | bekannter Synchronsprecher in der Doku über Doku-Sendungen           | Synchronsprecher & Schauspieler |
| 4       | Teaser/1 | Alfons Schuhbeck         | Alfons Schuhbeck                                                     | Koch                            |

## Veröffentlichungen
Im Rahmen der Episode „Dein Fernseher lügt – von Astroshows, Volksmusik und anderen Peinlichkeiten“, in der beschrieben wird, „wie man eine eigene Volksmusikgruppe macht“, wurde das Lied Mein grauer Star von der fiktiven Band „Die Zillertaler Zitzenzuzler“ produziert. Das Lied ist, wie alle Highlight-Clips der Sendung, auf YouTube veröffentlicht worden, wurde in der Sendung gezeigt und wird zusätzlich bei gängigen Downloadportalen zum Herunterladen angeboten.
Außerdem wurde fürs Dschungelcamp die Single Wir sind scheiße produziert. Diese ist jedoch nur circa zwei Minuten lang und wird zum kostenlosen Download angeboten.
Die Single Hodenkrebs, von der fiktiven Boyband „New Kids in the Backstreet“ gesungen, wurde „wegen Protesten“ nicht veröffentlicht.

## Birnbauminstitut
In allen Sendungen wurde das fiktive „renommierte Birnbauminstitut“ erwähnt. Das Aussehen des Gebäudes wechselte regelmäßig; u. a. wurde einmal eine Außenaufnahme des Museum Ludwig in Köln verwendet.
Seit der zweiten Staffel erläuterte Prof. Dr. Bernhard Birnbaum, der Gründer dieses Institutes, Ergebnisse verschiedener (ebenfalls fiktiver) Studien. Die Studienergebnisse bildeten dann den Aufhänger für den nächsten Beitrag. Dabei wurde Prof. Birnbaum von Bernhard Goodwin dargestellt.

## Kritik und Auszeichnungen
Die Jury des im März 2012 verliehenen Grimme-Preises im Ressort Unterhaltung begründete in einer Stellungnahme die Auszeichnung von Walulis sieht fern unter anderem damit, dass die Sendung „so präzise beobachte, dass ihre Form der Satire als wertvoller Beitrag zu Medienkritik und Medienpädagogik durchgehen“ könne. Weiter attestiert die Jury dem Format „im Look erfrischendere und in der Pointensicherheit ergiebigere“ Parodien als die „vieler großer Prime-Time-Comedys“. Walulis sieht fern sei „eine der vergnüglichsten Entdeckungen des TV-Jahres [2011]“.
„Er ätzt nicht wie Oliver Kalkofe, er schulmeistert nicht wie manche ältere Kabarettisten, er blödelt nicht platt wie Stefan Raab: Der Münchner Philipp Walulis ist für seine intelligente, wunderbar böse und medienkritische Fernseh-Satire ausgezeichnet worden – obwohl es erst vier Folgen davon gibt.“ (Judith Liere: Süddeutsche Zeitung)

## Weiteres
- Neben Fernsehsendungen wurden auch andere Medien parodiert. So wurde in Staffel 3 das typische YouTube-Format gezeigt sowie am 26. Dezember 2014 eine Parodie auf die Auseinandersetzungen zwischen Simon Unge und Mediakraft Networks veröffentlicht.[18]
- Im März 2015[19] wurde die Website der Sendung umgestaltet und fungiert ebenfalls als Parodie auf kommerzielle Angebote im Internet wie Bild plus oder die Mediatheken von privaten TV-Sendern.